# Cryptopygus novaezealandiae
Cryptopygus novaezealandiae är en urinsektsart som först beskrevs av John Tenison Salmon 1943.  Cryptopygus novaezealandiae ingår i släktet Cryptopygus och familjen Isotomidae. Inga underarter finns listade i Catalogue of Life.